# Henkes Jenever
Henkes Jenever was tot 1986 een jeneverstokerij gevestigd te Delfshaven, vanaf 1968 te Hendrik-Ido-Ambacht Vanaf 1986 voortgezet als merknaam

## Geschiedenis
In 1824 kocht Johannes Hermanus Henkes (ca.1799-1877) met twee vennoten, Arie de Jong en Gerke d'Arnaud Gerkens, een reeds bestaande korenwijnbranderij aan de Voorhaven 27 te Delfshaven. Ze noemden deze De Ooyevaar, mogelijk in verband met de Haagse afkomst van De Jong. Ook namen zij een aandeel in de moutmolen De Distilleerketel, die zich op het Middelhoofd bevond. Op het ogenblik van aankoop was de branche herstellende van de crisis onder de Franse tijd, toen bijna de helft van de Delfshavense destilleerderijen sloot. In 1850 verving Henkes (in 1852 alleen-eigenaar) de rosmolen in de destilleerderij door een stoommachine. Hij was daarmee de eerste in zijn branche. In de jaren 60 van de 19e eeuw werd het nog bestaande pand gebouwd; het adres Voorhaven 27 bestreek de huisnummers 19 t/m 31. Het product van De Ooyevaar werd ook geëxporteerd. Het verwierf een medaille op de Wereldtentoonstelling van 1867 te Parijs.  
Ondertussen spreidde de familie Henkes haar activiteiten. Zo werd de Rotterdamsche Boek- en Kunstdrukkerij opgezet. Daarnaast werd een vennootschap aangegaan met steenfabriek De Vlijt te Halsteren. In 1887 werd, eveneens te Halsteren, de eerste conservenfabriek in Noord-Brabant opgezet, Het Klaverblad geheten. In 1901 volgde de Henkes Jam-, Pulp-, Vruchten- en Groentefabriek te Breda. Vrijwel onmiddellijk daarna kwamen er moeilijkheden. In 1902 volgde surseance van betaling en in 1904 werd Henkes in een naamloze vennootschap omgezet.
Van 1948 tot 1977 werden merken als Henkes Jonge Jenever, Henkes Vieux, Henkes Bessenjenever en vruchtendranken op de Nederlandse markt gebracht. In 1959 verkreeg Henkes het predicaat Hofleverancier. In 1967 werd de productie verplaatst naar Hendrik-Ido-Ambacht. Henkes was nu in handen gekomen van de Suiker Unie. In 1970 werd Henkes Verenigde Distilleerderijen (HVD) opgericht, waarin de distilleerderijen van de Koninklijke Nederlandsche Gist- en Spiritusfabriek en die van de Zuid-Nederlandsche Melasse-Spiritusfabriek werden ondergebracht. Iets later werd Rynbende overgenomen. In 1986 kocht Bols, marktleider op dit terrein, Henkes op, waarmee Henkes een merknaam van Bols. Met de overname van Bols door Nolet in 2024 is Henkes in Schiedamse handen.

## Heden
Het pand aan de Voorhaven werd verkocht aan de gemeente Rotterdam. In de jaren 90 van de 20e eeuw werd het gerestaureerd en in 1993 opnieuw in gebruik genomen. Het herbergt nu een museum, een aantal winkels en horeca.